# Петропавлівський район
Петропа́влівський райо́н — колишня адміністративно-територіальна одиниця, що була розташована у степовій зоні, у східній частині Дніпропетровської області України. Адміністративний центр — селище Петропавлівка. Населення на 1 лютого 2012 року становило 28 340 осіб.

## Географія
Межує з Васильківським, Межівським, Павлоградським районами; Близнюківським районом Харківської області та Олександрівським районом Донецької області.
Територією району протікає річка Самара з притокою Бик. З природних багатств тут є родовища кам'яного вугілля.
Площа району — 124,8 тис. га, з яких 5 тис. га — ліси, а 2,14 тис. га — водойми.
За даними Головного управління статистики в Дніпропетровській області кількість населення в районі на 1 лютого 2011 року становила 28 795 осіб.

## Історія
Витоки історії краю відносяться до XVIII ст., коли за наказом азовського генерал-губернатора В. О. Черткова в 1775 році на річці Бик, при впадінні її в Самару, оселилася перша рота розформованого Луганського пікінерського полку з сім'ями. Так утворилася військова слобода, яку за іменами святих Петра й Павла назвали Петропавлівкою. Основним зайняттям жителів слободи було хліборобство.
1846 року Петропавлівка стала містечком і центром волості.
Вигідне географічне положення сприяло розвиткові в ній торгівлі та ремесел. У XIX ст. тут було 2 цегельно-черепичних заводи, понад 50 крамниць, 48 вітряків, 8 кузень, 3 постоялих двори.
14.11.1935 Указом Президії ЦВК УСРР Путятинську сільраду перечислити з Близнюківського до Петропавлівського району.(3)
11.06.1953 Путятинську сільраду передано до складу Близнюківського району,Харківської обл.
05.02.1965 Указом Президії Верховної Ради Української РСР передано Богданівську та Новодачинську сільради Петропавлівського району до складу Павлоградського району.

## Адміністративний устрій

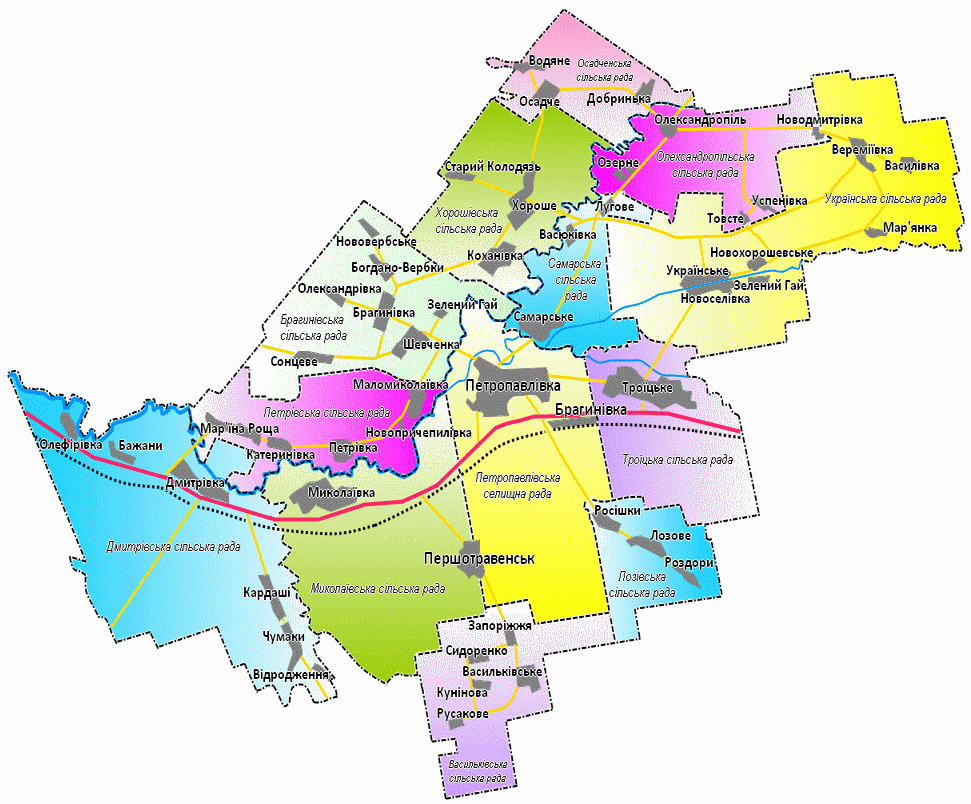
Адміністративний поділ району

Район адміністративно-територіальний поділяється на 1 селищну раду та 12 сільських рад, які об'єднують 51 населений пункт та підпорядковані Петропавлівській районній раді. Адміністративний центр — смт Петропавлівка.

## Найбільші поселення
| Назва          | Населення, осіб | Населення, осіб |
| Назва          | 1886 рік        | 2001 рік        |
| -------------- | --------------- | --------------- |
|                | понад 10000     |                 |
| Петропавлівка  | 5405            | 9177            |
|                | 5000-9999 осіб  |                 |
| Миколаївка     | 5356            | 5318            |
|                | 2000-4999 осіб  |                 |
| Дмитрівка      | 5180            | 3772            |
|                | 1000-1999 осіб  |                 |
| Троїцьке       | 4544            | 1619            |
| Хороше         | 1191            | 1145            |
| Васильківське  | -               | 1112            |
| Самарське      |                 | 1094            |
| Богинівка      |                 | 1073            |
|                | 500-999 осіб    |                 |
| Українське     | -               | 970             |
| Олефірівка     |                 | 703             |
| Залізничне     | -               | 676             |
| Олександропіль |                 | 668             |
| Мар’їна Роща   |                 | 511             |

## Економіка
Агропромисловий комплекс, в якому діють 243 сільгосппідприємства, виробляє 90% продукції.
У сільськогосподарському виробництві використовується 90,40 тис. га ріллі. У структурі посівних площ майже 45,1% зернових. Технічні культури у структурі посівів займають 22,7%. Кормовий клин займає 15% посівних площ.
У районі функціонують 4 промислових підприємства. Також на його території розташовано 5 шахт.

## Транспорт
Територією району проходить автошлях E50М04 та Т 0424, Т 0427, Т 0431.
Зі сходу на захід район перетинає залізнична гілка Павлоград I — Покровськ. Дві станції Миколаївка-Донецька та Петропавлівка, три зупинних пункти: 73 км, 80 км та 90 км.

## Населення
Розподіл населення за віком та статтю (2001)
| Стать | Всього | До 15 років | 15-24 | 25-44 | 45-64 | 65-85 | Понад 85 |
| --- | ------ | ----------- | ----- | ----- | ----- | ----- | -------- |
| Чоловіки | 16 703 | 3183        | 2226  | 5126  | 4192  | 1899  | 77       |
| Жінки | 18 698 | 3060        | 1950  | 4693  | 5059  | 3514  | 422      |
| \| Статево-вікова піраміда \| Статево-вікова піраміда \| Статево-вікова піраміда \| \| ----------------------- \| ----------------------- \| ----------------------- \| \| Чоловіки \| Вік \| Жінки \| \| 77 \| 85 + \| 422 \| \| 98 \| 80-84 \| 428 \| \| 337 \| 75-79 \| 968 \| \| 694 \| 70-74 \| 1153 \| \| 770 \| 65-69 \| 965 \| \| 1510 \| 60-64 \| 2033 \| \| 583 \| 55-59 \| 913 \| \| 973 \| 50-54 \| 1015 \| \| 1126 \| 45-49 \| 1098 \| \| 1432 \| 40-44 \| 1200 \| \| 1393 \| 35-39 \| 1256 \| \| 1194 \| 30-34 \| 1109 \| \| 1107 \| 25-29 \| 1128 \| \| 1017 \| 20-24 \| 883 \| \| 1209 \| 15-20 \| 1067 \| \| 1319 \| 10-14 \| 1250 \| \| 1046 \| 5-9 \| 998 \| \| 818 \| 0-4 \| 812 \| |        |             |       |       |       |       |          |
| Статево-вікова піраміда |        |             |       |       |       |       |          |
| Чоловіки | Вік    | Жінки       |       |       |       |       |          |
| 77 | 85 +   | 422         |       |       |       |       |          |
| 98 | 80-84  | 428         |       |       |       |       |          |
| 337 | 75-79  | 968         |       |       |       |       |          |
| 694 | 70-74  | 1153        |       |       |       |       |          |
| 770 | 65-69  | 965         |       |       |       |       |          |
| 1510 | 60-64  | 2033        |       |       |       |       |          |
| 583 | 55-59  | 913         |       |       |       |       |          |
| 973 | 50-54  | 1015        |       |       |       |       |          |
| 1126 | 45-49  | 1098        |       |       |       |       |          |
| 1432 | 40-44  | 1200        |       |       |       |       |          |
| 1393 | 35-39  | 1256        |       |       |       |       |          |
| 1194 | 30-34  | 1109        |       |       |       |       |          |
| 1107 | 25-29  | 1128        |       |       |       |       |          |
| 1017 | 20-24  | 883         |       |       |       |       |          |
| 1209 | 15-20  | 1067        |       |       |       |       |          |
| 1319 | 10-14  | 1250        |       |       |       |       |          |
| 1046 | 5-9    | 998         |       |       |       |       |          |
| 818 | 0-4    | 812         |       |       |       |       |          |

## Соціальна сфера

### Освіта та культура
У районі функціонує 19 шкіл, де навчаються майже 4 тисяч учнів, 1 заочна школа, 2 позашкільних заклади: будинок творчості дітей та юнацтва (26 творчих об'єднань, 752 вихованця) та дитячо-юнацька спортивна школа (20 секцій, 400 вихованців), 18 дитячих садків з 544 вихованцями. Свої знання дітям в школі передають 380 педагогів. У школах району функціонує 7 профільних класів, де 220 учнів навчаються за природничо-математичним, суспільно-гуманітарним, художньо-естетичним, технологічним профілями. Ведеться активна позашкільна робота в 99 гуртках різних напрямків. На базі семи шкіл відкрита ДЮСШ, яка профілює чотири види спорту — футбол, волейбол, настільний теніс та важку атлетику, в ній займається 380 дітей віком від 9 до 14 років. Функціонує 7 футбольних полів та 20 шкільних спортзалів.
У професійно-технічному училищі № 91 юнаки і дівчата здобувають сільськогосподарські спеціальності.
У районі функціонує 42 заклади культури, з них: районний будинок культури — 1, сільські клуби — 20, районна бібліотека — 1, дитяча бібліотека — 1, сільські бібліотеки — 17, дитяча музична школа з двома філіями, історико-краєзнавчий музей у смт Петропавлівка. Крім того, діють станція юних техніків, будинок творчості дітей та юнацтва. Добре відомі своєю майстерністю народний вокальний колектив «Джерело» районного будинку культури, танцювальний і вокальний колективи с. Хороше, танцювальний колектив с. Олександропіль, дитячий фольклорний ансамбль «Васильок».

### Медичне обслуговування
Населення району обслуговують 30 медичних установ, із них одна центральна районна лікарня та одна дільнична лікарня, 9 сільських лікарських амбулаторій, 19 — фельдшерських і фельдшерсько-акушерських пунктів, санітарно-епідеміологічна станція.

### Засоби масової інформації

#### Газета«Степова зоря»
Виходить районна газета «Степова зоря».
- Керівник: директор Ситнік Ірина Сергіївна
- Адреса: 52700, Дніпропетровська обл., смт Петропавлівка, вул. Героїв України, 44
- Періодичність виходу: один раз на тиждень (Чт)
- Наклад: 2 700 прим. (лют.2019р)

## Пам'ятки культури, архітектура
На території району знаходяться 4 пам'ятники мистецтва, 43 пам'ятники історії (меморіальні комплекси, обеліски та ін.).
Одним із визначних пам'ятників культури в районі є пам'ятник народній поетесі Фросині Карпенко у с. Хороше. Меморіальні комплекси смт Петропавлівка, у селах Богинівка, Хороше, Осадче, Дмитрівка, Троїцьке, Українське. Встановлені меморіальні дошки: на честь академіка АН СРСР ім. В. М. Сагайдака в селі Дмитрівка; на честь командира 1-го Павлоградського повстанського полку у селі Миколаївка В. С. Будинського; на честь Фросини Карпенко на її меморіальному музеї в селі Хороше; на честь керівника ревкому в селищі Петропавлівка І. П. Брагіну.
Основними історичними цінностями на території району є 263 пам'ятки археології, що датуються II тисячоліттям до н. е., 3 кам'яні баби X — XIII ст. н. е. Коханівський монастир XIX ст., на жаль, зруйнований більшовицьким режимом у 20-ті роки XX ст.
Пам'яткою архітектури також є Свято-Петропавлівський храм (1910 р.), що розташований у центрі смт Петропавлівки.

## Відомі персоналії

Фросина Карпенко

- Карпенко Фросина Андріївна (1905–1992) — видатна народна поетеса, народилась у с. Хороше.
- Комаров Михайло Федорович (1844–1913) — український бібліограф, критик, фольклорист і лексикограф. Народився в слободі Дмитрівка Павлоградського повіту (нині с. Дмитрівка).
- Сарма-Соколовський Микола Олександрович (1910–2001) — підпільник ОУН, український поет, політв'язень, бандурист, священник. Народився в с. Хороше.
- Швидько Ганна Кирилівна (нар. 1 травня 1944 р.) — видатний український історик, джерелознавець, краєзнавець, заслужений діяч науки і техніки України, професор Національного гірничого університету, директор Дніпропетровського регіонального відділення науково-дослідного інституту козацтва Інституту історії України НАН України, народилась у с. Бажани.

## Політика
25 травня 2014 року відбулися Президентські вибори України. У межах Петропавлівського району було створено 26 виборчих дільниць. Явка на виборах складала — 61,11% (проголосували 14 967 із 24 492 виборців). Найбільшу кількість голосів отримав Петро Порошенко — 38,28% (5 729 виборців); Сергій Тігіпко — 11,33% (1 696 виборців), Юлія Тимошенко — 8,58% (1 284 виборців), Олег Ляшко — 7,72% (1 155 виборців), Анатолій Гриценко — 7,68% (1 149 виборців). Решта кандидатів набрали меншу кількість голосів. Кількість недійсних або зіпсованих бюлетенів — 2,10%.